# WCBS (Mittelwellensender)
Koordinaten: 40° 51′ 35,3″ N, 73° 47′ 7,6″ W
WCBS (Branding: WCBS Newsradio 880) ist ein US-amerikanischer Nachrichten-Hörfunksender in New York City und über 90 Jahre Flaggschiff der Columbia Broadcasting System, CBS. WCBS sendet als Clear-Channel-Station mit 50 kW auf der Mittelwellen-Frequenz 880 kHz und ist Nachts an der gesamten Ostküste der USA empfangbar.
Der Sender hält die Baseball-Übertragungsrechte an den New York Yankees. Der Slogan des Senders ist "New York's traffic station. This is WCBS Newsradio 880." Die Schwesterstation WCBS-FM überträgt das Newsradio-Programm von WCBS auf ihrem HD-Kanal 2.

## Geschichte
WCBS startete 1924 unter dem Rufzeichen WAHG aus Richmond Hill in Queens. Betreiber war der Radiogerätehersteller Alfred H. Grebe, der seit 1921 mir Radioausstrahlungen experimentierte. Er gründete 1926 die historische Atlantic Broadcasting Company und änderte den Namen im gleichen Jahr in WABC. Zwei Jahre später kaufte CBS den Sender samt seiner Betreibergesellschaft und baute damit seine erste Radiostation auf. 
Stars wie Bing Crosby, Burns & Allen und Kate Smith waren bei de Station zu Gast oder moderierten. 1941 wechselte die Station auf die heutige Sendefrequenz 880 kHz und nahm den Namen ihres Besitzers als Rufzeichen an. Seit 3. November 1946 sendet der Sender als Newsradio 88; 1967 wurde der Name erweitert und bis 1970 zum heutigen all-news Radio umgestaltet.